# Marcelino García Paniagua
Marcelino García Paniagua (Casimiro Castillo, Jalisco; 21 de octubre de 1929-Guadalajara, Jalisco; 19 de junio de 2007) fue un empresario y político mexicano que fungió durante dos períodos como presidente de la Federación Mexicana de Fútbol, y como presidente del Club Deportivo Guadalajara de 1985 a 1988.
Nació en Casimiro Castillo en 1929, pero pasa gran parte de su infancia en Sayula, junto con sus hermanos Javier, Juan y Marcela. Marcelino se distinguía por su don de mando, siempre tenía el control de las acciones, conducta aprendida de su padre Marcelino García Barragán quien fue general del Ejército Mexicano, secretario de la Defensa Nacional y gobernador de Jalisco, su madre fue María Dolores Paniagua Molina, hija de Enoch Paniagua.
Desempeñó varios puestos públicos antes de dedicarse al fútbol. En 1979 el año en que su padre murió, Marcelino fue administrador de la Aduana Interior de Guadalajara, puesto que venía desempeñando desde el decenio de 1960. Ese mismo año formaba parte de la Comisión de Fútbol del Club Guadalajara.
Fue presidente del Club Deportivo Guadalajara, elegido en 1985, y le dio apoyo incondicional a Alberto Guerra, lo que dio frutos con el título de la campaña 1986/87. Tuvo la iniciativa de formar el Equipo Alianza de Tercera división, como Filial de “Las Chivas”, de ahí surgieron jugadores como Manuel Vidrio, de Teocuitatlán de Corona, y Mario “Califas” Arteaga, entre otros; este equipo llegó a ser subcampeón nacional, perdiendo una Final ante Águilas Progreso Industrial de Cuautitlán Izcalli, Estado de México.
En 1988 fue elegido presidente de la Federación Mexicana de Fútbol e inició una serie de obras, entre las más destacadas fueron: hacer respetar los reglamentos de competencia de todas las ramas, crear un plan de trabajo para las selecciones nacionales,  reanudar las actividades del Centro de Capacitación y buscar disminuir el número de extranjeros contratados.
Sin embargo, su mandato al frente del organismo fue efímero, pues en agosto de 1989 renunció al cargo porque los presidentes de los clubes de la Primera división no respetaron el acuerdo de reducir el número de extranjeros. 
Su papel preponderante en la historia del balompié nacional ocurrió a principios de los noventa, tras el escándalo generado por los entonces presidente y vicepresidente de la Femexfut, Francisco Ibarra y Emilio Maurer, quienes en un acto sin precedentes no sólo imposibilitaron a Televisa la transmisión de los juegos de las ligas de Italia y España, sino que también le arrebataron los derechos de transmisión de los partidos de la selección nacional.
La exclusividad fue otorgada a Imevisión, pero tras la caída de Ibarra y Maurer, entró al relevo en la FMF Marcelino García Paniagua, en 1993, quien de manera inmediata revocó los derechos de exclusividad de Imevisión, argumentando “errores en el contrato”, retirándose tan sólo un año después de su regreso dejándole el puesto a Juan José Leaño.
Murió el martes 19 de junio de 2007 a los 77 años, víctima de cáncer. Su cuerpo fue velado en la capilla de El Carmen y  cremado.